# Leshibitse
Leshibitse is een dorp in het district Kgatleng in Botswana. De plaats telt 545 inwoners (2011).